# Giovanni Lombardi (Radsportler)

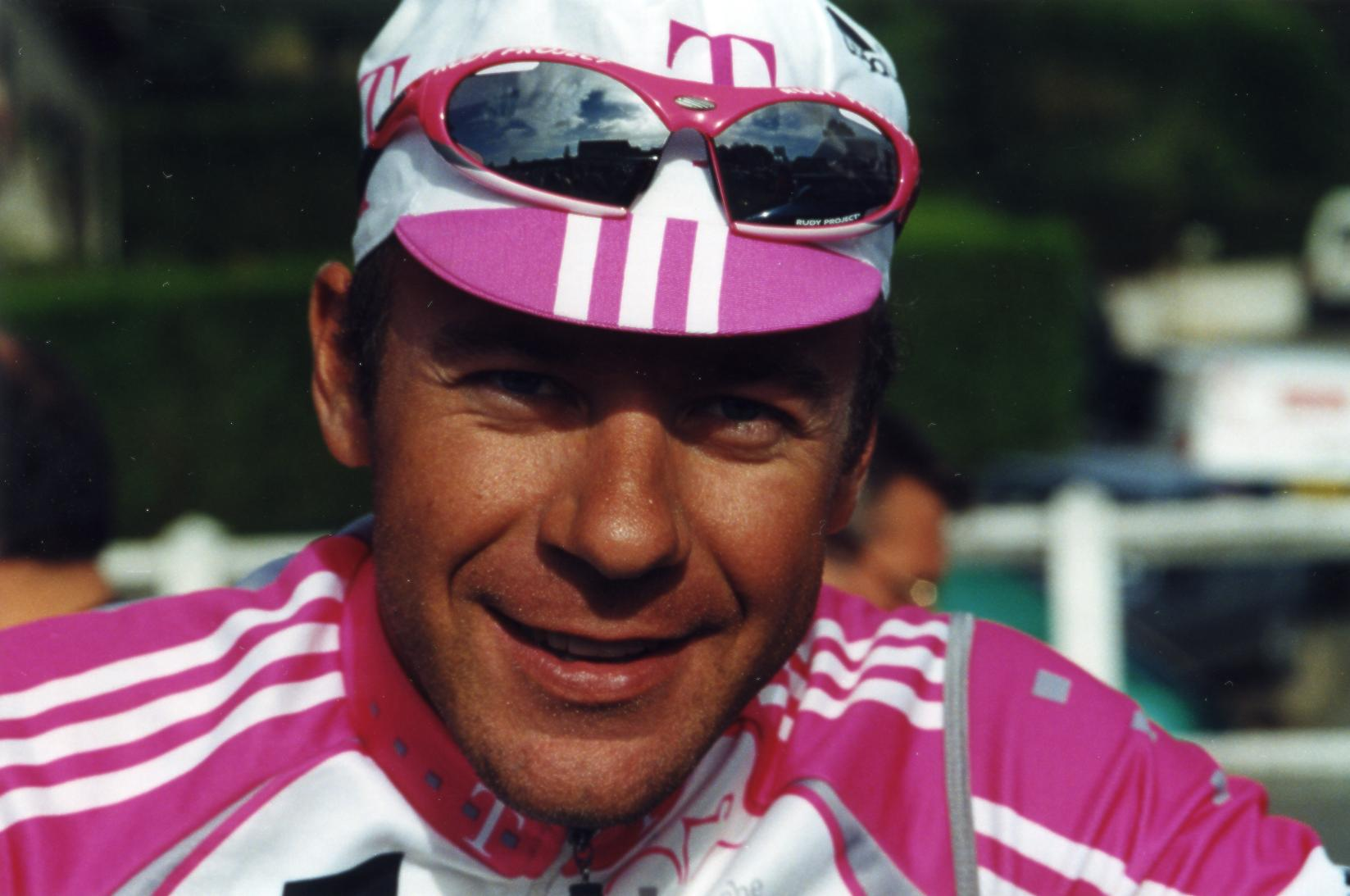
Lombardi im Jahre 1998

Giovanni Lombardi (* 20. Juni 1969 in Pavia) ist ein ehemaliger italienischer Radrennfahrer und Olympiasieger im Radsport.

## Karriere
Die Berliner Etappenfahrt gewann er 1989 sowie 1991 den Giro delle Tre Provincie noch als Amateur. 1991 und 1992 gewann er die Trofeo Papà Cervi. Er war Teilnehmer der Olympischen Sommerspiele 1992 in Barcelona. Dort holte er im Punktefahren die Goldmedaille. Lombardi wurde im Jahr 1992 beim Team Lampre-Colnago Profi. Seine Spezialität war der Massensprint. Auf diese Weise gewann er bereits in seinem dritten Profijahr je zwei Etappen der Murcia-Rundfahrt und der Tour de Suisse. Im Bahnradsport gewann er 1996 das Sechstagerennen von Grenoble.
1997 wechselte Lombardi zu Team Telekom, welches später in Team T-Mobile umbenannt wurde. Damit wurde er Teamkollege von Jan Ullrich, der in dem Jahr die Tour de France gewann. Allerdings wurde er nur zur Unterstützung von Erik Zabel verpflichtet. Im Jahre 2002 kehrte Lombardi in seine Heimat zurück, um im Dienst von Mario Cipollini zu fahren. 2006 nahm er zum vierten Mal an der Tour de France teil. Sein bestes Ergebnis war der 105. Platz im Jahr 1995. Nach der Saison 2006 beendete er seine Karriere als aktiver Radrennfahrer. Gegenwärtig ist er für verschiedene Profis als Manager tätig, unter anderem für den luxemburgischen Tour-Zweiten Andy Schleck.

## Erfolge
1992
- Olympiasieger – Punktefahren

1993
- eine Etappe Grand Prix Midi Libre

1994
- zwei Etappen Tour de Suisse
- zwei Etappen Murcia-Rundfahrt

1995
- eine Etappe Giro d’Italia
- eine Etappe Tour de Suisse

1996
- eine Etappe Giro d’Italia

1997
- eine Etappe Tirreno–Adriatico

1998
- eine Etappe Vuelta a España
- eine Etappe Tirreno–Adriatico

1999
- eine Etappe Regio Tour
- eine Etappe Österreich-Rundfahrt

2000
- zwei Etappen Österreich-Rundfahrt
- zwei Etappen Katalonien-Rundfahrt
- eine Etappe Aragon-Rundfahrt
- eine Etappe Burgos-Rundfahrt

2002
- eine Etappe Mittelmeer-Rundfahrt
- zwei Etappen Tour de Romandie
- eine Etappe Giro d’Italia
- eine Etappe Vuelta a España

2003
- eine Etappe Giro d’Italia